# Dálnice 11
Die Dálnice 11 (tschechisch für „Autobahn 11“) ist eine größtenteils fertiggestellte Autobahn, die derzeit von Prag über Poděbrady und Hradec Králové nach Jaroměř führt. Sie soll bis zur polnischen Staatsgrenze bei Královec/Lubawka fortgesetzt werden und dort in die bereits bestehende Schnellstraße S3 übergehen, die bei Legnica an die Autobahn A4 anknüpft.
Die D11 ist zugleich das südwestlichste Stück der Europastraße 67, die von Prag über Breslau, Warschau, Lazdijai, Kaunas und Riga nach Tallinn führt.

## Geschichte
Die ersten Pläne für die Autobahn D11 stammen aus dem Jahr 1938, als eine Anbindung an die ebenfalls geplante Reichsautobahn Wien–Breslau vorgesehen war. Bedingt durch den Zweiten Weltkrieg wurde das Projekt aufgegeben.
Im Jahr 1978 wurde mit dem Bau des Abschnitts Prag – Jirny (8,3 km) mit einer Breite von 34 m begonnen – es wird erwartet, dass die Kapazität in Zukunft auf 2 × 3 Fahrspuren erhöht wird. 1984 wurde der erste Abschnitt bis Bříství eröffnet. Am 19. Oktober 1985 erfolgte die Eröffnung des Abschnitts bis Třebestovice. Der Bau des Abschnitts Třebestovice – Libice nad Cidlinou begann im April 1985 und wurde am 2. November 1990 in Betrieb genommen. Zum Bau gehörte auch eine 253 m lange Hängebrücke über die Elbe mit drei Feldern aus Spannbeton, der Träger ist in der Brückenachse an zwei 28 m hohen Pylonen aufgehängt, die Scharniere haben eine Halbharfenanordnung.
Im Dezember 2006 wurde ein Abschnitt zwischen Poděbrady und Hradec Králové freigegeben. Damit stieg die Gesamtlänge der Autobahn auf etwa 84 km.
Im Dezember 2021 wurde der Abschnitt zwischen Hradec Králové und Jaroměř freigegeben.
Für die weiteren Abschnitte zwischen Jaroměř und Trutnov an der Grenze zu Polen wurde inzwischen die Planfeststellung erteilt. Für das Teilstück von Trutnov bis zur Staatsgrenze nach Polen wurde der Planfeststellungsbeschluss im November 2019 erlassen, so dass mit einer Bauzeit von 2023 mit 2026 gerechnet wird. Für das dazwischen liegende Stück von Jaroměř nach Trutnov wurde im Dezember 2021 der Planfeststellungsbeschluss erlassen und eine Bauzeit von 2024 bis 2027 geschätzt.

## Bauabschnitte
Der Bau der D11 wurde Ende der 1970er Jahre von West nach Ost begonnen. Bis 1990 wurden aber lediglich drei Abschnitte mit insgesamt 42 Kilometern eröffnet. Einen Schub gab es Mitte der 2000er Jahre, als die D11 weitere knapp 42 Kilometer gen Osten wuchs. Die Autobahn ersetzte die heute zur Bezirksstraße 611 herabgestufte Fernverkehrsstraße von Praha nach Hradec Králové.
| Abschnitt                                | Länge     | Status           | Baubeginn     | Fertigstellung | Querschnitt | Entwurfs- geschwindigkeit | Sonstiges |
| ---------------------------------------- | --------- | ---------------- | ------------- | --- | ----------- | ------------------------- | --- |
| Praha (Dálnice 0) – Jirny                | 08,320 km | unter Verkehr    | 1978          | Oktober 1984 | D34,0       | 120                       | |
| Jirny – Třebestovice                     | 18,380 km | unter Verkehr    | 1980          | Jirny – Bříství: Oktober 1984 Bříství – Třebestovice: Oktober 1985                                                                      | D26,5       | 120                       | |
| Třebestovice – Libice nad Cidlinou       | 15,300 km | unter Verkehr    | April 1985    | November 1990 | D26,5       | 120                       | mit Tank- und Raststätte Poděbrad beidseitig                                                                 |
| Libice nad Cidlinou – Dobšice            | 09,700 km | unter Verkehr    | Januar 2004   | Dezember 2006 | D27,5       | 120                       | |
| Dobšice – Chýšť                          | 16,300 km | unter Verkehr    | August 2004   | 1. Fahrbahn: Dezember 2005 2. Fahrbahn: Dezember 2006                                                                                   | D27,5       | 120                       | |
| Chýšť – Osičky                           | 10,910 km | unter Verkehr    | Juni 2004     | Dezember 2006 | D27,5       | 120                       | mit Tank- und Raststätte Osice beidseitig                                                                    |
| Osičky – Hradec Králové (heute: Kukleny) | 11,850 km | unter Verkehr    | Januar 2005   | bis Behelfsausfahrt Sedlice: Dezember 2006 bis Behelfsausfahrt Praskačka: Dezember 2008 bis Kukleny: Juli 2014 vollständig: August 2017 | D27,5       | 120                       | |
| Kukleny – Smiřice                        | 15,460 km | unter Verkehr    | Oktober 2018  | Dezember 2021 | D27,5       | 120                       | Vollausbau der Anschlussstelle Plotiště zum Autobahnkreuz mit der D35 geplant; vorauss. Fertigstellung: 2026 |
| Smiřice – Jaroměř                        | 07,150 km | unter Verkehr    | Mai 2018      | Dezember 2021 | D27,5       | 120                       | |
| Jaroměř – Trutnov                        | 19,630 km | planfestgestellt | geplant: 2024 | geplant: 2027 | D25,5       | 120                       | |
| Trutnov – Královec (Grenze zu Polen)     | 21,280 km | im Bau           | Oktober 2024  | geplant: 2027 | D25,5       | 100                       | |

Auf der Trasse der D11 ist der Vollausbau der Anschlussstelle Plotiště (km 95) zum Autobahnkreuz mit der geplanten D35 vorgesehen.